# Whitemud River
Whitemud River är ett vattendrag i Kanada.   Det ligger i provinsen Manitoba, i den sydöstra delen av landet, 1 800 km väster om huvudstaden Ottawa.
Runt Whitemud River är det mycket glesbefolkat, med 2 invånare per kvadratkilometer.